# Iván Rubio Caudín
Iván Rubio Caudín (Valencia, 1991. március 1. –) Spanyol labdarúgó, jelenleg a Valencia CF Mestalla játékosa, középpályás poszton.

## Pályafutása
A Valencia ifjúsági csapatában játszik, 2009-2010-es szezonban debütált, a tartalék csapatban, amikor a Mestalla kiesett a másodosztályból. 
2010. november 11-én debütált a "Denevérek" első csapatában, a Mestallás csapattársát váltva Iscot váltotta, az utolsó 10 percre kapott játéklehetőséget a 4-1-re (összesítésben 7-1) megnyert  UD Logroñés ellen a Spanyol Király kupában.

## Külső hivatkozások
Valencia hivatalos honlapja - Ivan Rubio